# Donatien Mahele Lieko Bokungu
Donatien Mahele Lieko Bokungu, dit Mahele, surnommé le Tigre, est un général zaïrois, né le 15 avril 1941 à Léopoldville, actuelle Kinshasa, où il fut assassiné le 16 mai 1997. Il est considéré par une partie des Congolais comme l'un des officiers les plus intègres de la 2e république du Congo qui portait alors le nom de Zaïre sous le régime du maréchal Mobutu.

## Biographie

### Jeunesse
Donatien Mahele née le 15 avril 1941 à Léopoldville, au Congo belge. Cousin du futur général Eluki, il est issu d'une famille Mbuza de la province de l'Équateur. En 1963, il adhère au mouvement national congolais lumumbiste. Charpentier de formation, il est en 1968 officier dans la garde présidentielle du général Mobutu.

### Bataille de Kolwezi
En 1978, le major Mahele, formé à l'école spéciale militaire de Saint-Cyr, commande le 311e bataillon parachutiste des forces armées zaïroises, entraîné par les Français. Il dirige son unité pendant la seconde guerre du Shaba. Une de ses compagnie est anéantie en étant parachutée sur Kolwezi mais il prend la tête d'une autre compagnie qui parvient dans la ville par voie terrestre et reprend l'aéroport aux rebelles.

### Dans les années 1980
Après sa victoire, il est placardisé à la demande de généraux jaloux et devient chargé de cours à l'école supérieure militaire de Kinshasa Binza. Il est ensuite envoyé en 1982 à école de guerre en France pendant deux ans et reçoit le grade de lieutenant-colonel à son retour. Il prend en 1986 la tête du service d'actions et de renseignements militaires, les services secrets zaïrois.

### Mission au Rwanda
En 1990, il est envoyé par Mobutu, alors allié du président rwandais Habyarimana, combattre le Front patriotique rwandais de Paul Kagame. Un de ses subordonnés, appartenant à la division spéciale présidentielle (DSP), la garde prétorienne monoethnique de Mobutu, lui aurait tiré dessus lors des combats. Mahele est nommé général de brigade après cette opération.

### Répression des pillages et mise en retrait
En 1991 alors que la République démocratique du Congo connaît une grave crise morale au sein de sa classe dirigeante et une mutinerie des soldats, le général Mahele, alors chef d'état-major de l'armée, se distingue en sanctionnant violemment les auteurs des pillages, exécutant certains de ses anciens subordonnés parachutistes reconnus coupables. Il est nommé chef d'état-major des FAZ en 1992 et devient rapidement général de corps d'armée. Il réprime d'autres pillages lors d'une mutinerie de la DSP en 1993. Sa popularité auprès de la population qu'il a libérée des soldats prédateurs lui vaut alors la méfiance du maréchal Mobutu, qui l'écarte des rouages du pouvoir en le nommant « attaché à la présidence », un poste sans fonction. À cette occasion, Mahele prend les rênes d'une plantation privée offerte par Mobutu, d'une valeur d'un million de dollars.

### Rappel aux affaires et assassinat
En décembre 1996, Mobutu se voit contraint de refaire appel à Mahele pour stopper l'avancée des troupes rebelles de Laurent Désiré Kabila et ainsi sauver le régime. Le choix du général a été appuyé par la France, dernier soutien mobutiste. Devant les débandades des troupes mobutistes, Mahele, avec l'aide des Américains, prend contact avec l'AFDL de Kabila pour gérer un changement pacifique de régime. La nuit du 16 mai 1997, après le départ de Mobutu, il se rend au péril de sa vie au Camp Tshatshi, fief de la DSP, pour la persuader de déposer les armes afin de ne pas exposer la capitale à un risque de bain de sang. Qualifié de traître, il est alors assassiné par les derniers fidèles du maréchal, quelques heures avant l'entrée à Kinshasa des troupes de Laurent Désiré Kabila.
Pour beaucoup de Congolais, Mahele reste un exemple de bravoure et est considéré comme un héros de la capitale tandis que le Monde Diplomatique le décrit comme « un vétéran de toutes les guerres de la région ».